# Gueorgui Dantchov
Gueorgui Dantchov (1846–1908), en bulgare Георги Данчов, est un artiste bulgare. Il est l'un des proches de Vasil Levski. Il a également édité des encyclopédies et dictionnaires en bulgare.
Dantchov a peint des œuvres pour des églises à Plovdiv, Tchirpan, Stara Zagora, Kazanlak et de Zlatovrah. 

## Biographie
En 1865, il se rend à Constantinople, où il étudie la lithographie. 